# Hugo González (simmare)
Hugo González de Oliveira, född 19 februari 1999, är en spansk simmare.

## Karriär
González tävlade i två grenar för Spanien vid olympiska sommarspelen 2016 i Rio de Janeiro. Han tog sig till semifinal på 200 meter ryggsim och blev utslagen i försöksheatet på 100 meter ryggsim.
Vid Europamästerskapen i simsport 2021 tog González ett guld på 200 meter medley, ett silver på 100 meter ryggsim samt ett brons på 50 meter ryggsim. Vid olympiska sommarspelen 2020 i Tokyo tog González sig till final och slutade på 6:e plats på 100 meter ryggsim samt slutade på 11:e plats på 200 meter medley.
I februari 2024 vid VM i Doha tog González guld på 200 meter ryggsim och silver på 100 meter ryggsim.